# Aneflomorpha rosaliae
Aneflomorpha rosaliae là một loài bọ cánh cứng trong họ Cerambycidae.